# Myrmarachne satarensis
Myrmarachne satarensis este o specie de păianjeni din genul Myrmarachne, familia Salticidae, descrisă de Narayan, 1915. Conform Catalogue of Life specia Myrmarachne satarensis nu are subspecii cunoscute.